# Natália Guimarães
Natália Aparecida Guimarães (Juiz de Fora, 25 dicembre 1986) è una modella brasiliana, eletta Miss Brasile 2007.
Ha vinto il titolo il 14 aprile 2007, battendo le altre ventisei concorrenti che rappresentavano le varie regioni del Brasile.

## Biografia
Natália Guimarães ha iniziato a lavorare come modella all'età di quindici anni, grazie a un contratto con l'agenzia di moda Ford Models. Nel 2006 ha vinto il concorso di bellezza internazionale Top Model of the World, benché abbia rinunciato al titolo per poter partecipare al concorso Miss Universo 2007, ed il suo titolo è stato quindi "ceduto" alla seconda classificata, Michelle de Leon, proveniente dalle Filippine.
Il 28 maggio 2007, Natália Guimarães ha partecipato a Miss Universo, che si è tenuto a Città del Messico, e dove si è classificata al secondo posto. Il giorno dopo Miss Universo, un canale televisivo messicano ha indetto un sondaggio per sapere dal pubblico che era la concorrente che avrebbero voluto vincesse. Natalia Guimarães ha vinto il sondaggio con quasi un terzo dei voti.
Dopo Miss Universo, la Guimarães ha lavorato come modella, sfilando fra gli altri per Victoria's Secret e come attrice di telenovela e presentatrice televisiva per Hoje em Dia in onda su TV Record.